# Can’t Hold Us Down
«Can’t Hold Us Down» (с англ. — «Нас не удержать») — четвёртый сингл американской певицы Кристины Агилеры из её четвёртого студийного альбома Stripped (2002). Выпущен 8 июля 2003 года. Песня записана при участии рэп-исполнительницы Lil’ Kim, с которой Кристина ранее записала кавер-версию хита Lady Marmalade для саундтрека к фильму «Мулен Руж».
«Can’t Hold Us Down» была номинирована на премию Грэмми в категории «Лучшее совместное вокальное поп-исполнение», но проиграла дуэту Стинга и Мэри Джей Блайдж.
Песня не стала сверхпопулярной, её лучший результат в хит-парадах — 12 место в U.S. Billboard Hot 100, а также попадание в десятку в нескольких других странах, включая Канаду, Австралию и Великобританию. «Can’t Hold Us Down» стала золотым диском в Австралии по правилам Австралийской Ассоциации Звукозаписывающей Индустрии (англ. Australian Recording Industry Association, ARIA).
Видеоклип «Can’t Hold Us Down» был снят известным режиссёром Дэвидом Лашапелем. Тема клипа — конфликт между группой молодых людей и группой девушек в Нью-Йорке, а именно Нижнем Ист-Сайде в 1980-е. За текст, направленный на обличение двойных стандартов в отношениях полов, песню нередко называют «феминистическим гимном».

## История песни
Первые три альбома Кристины Агилеры — «Christina Aguilera» (1999), «Mi Reflejo» (2000) и «My Kind of Christmas» (2000) — принесли ей широкую известность, но певице не нравилось быть ограниченной рамками баблгам-попа. В конце 2000 года Агилера сменила своего музыкального менеджера и задалась целью писать более серьёзные произведения, как в смысле музыки, так и в смысле текстов. Название нового альбома («Stripped» — рус. "Обнажённая") символизировал «новое начало, новое появление певицы на музыкальной сцене». Несколько треков для альбома написал и спродюсировал хип-хоп продюсер Скотт Сторч..
«Can’t Hold Us Down» посвящена борьбе с двойными стандартами в отношениях между полами:

If you look back in history

It’s a common double standard of society

The guy gets all the glory the more he can score

While the girl can do the same and yet you call her a whore
— текст произведения
Её нередко характеризуют как «феминистический гимн».

## Список композиций
| CD single 1. «Can’t Hold Us Down» (featuring Lil' Kim) — 4:15 2. «Can’t Hold Us Down (Sharp Boys Orange Vocal Remix)» — 7:22 3. «Can’t Hold Us Down (Jacknife Lee Remix)» — 4:30 | 12" 1. «Can’t Hold Us Down» (album version) — 4:15 2. «Can’t Hold Us Down» (instrumental) — 4:29 3. «Can’t Hold Us Down» (acapella) — 4:25 |

## Хит-парады
| Хит-парад (2003)                   | Лучший результат |
| ---------------------------------- | ---------------- |
| Австралия (ARIA)                   | 5                |
| Австрия (Ö3 Austria Top 40)        | 13               |
| Бельгия/Валлония (Ultratop 50)     | 15               |
| Бельгия/Фландрия (Ultratop 50)     | 7                |
| Canadian Singles Chart             | 4                |
| Дания (Tracklisten)                | 8                |
| Нидерланды (Dutch Top 40)          | 14               |
| Франция (SNEP)                     | 27               |
| Германия (GfK)                     | 9                |
| Венгрия (Rádiós Top 40)            | 4                |
| Ирландия (IRMA)                    | 5                |
| Италия (FIMI)                      | 20               |
| Новая Зеландия (Recorded Music NZ) | 2                |
| Норвегия (VG-lista)                | 14               |
| Шотландия (OCC Scotland)           | 7                |
| Швеция (Sverigetopplistan)         | 12               |
| Швейцария (Schweizer Hitparade)    | 11               |
| Великобритания (OCC UK Singles)    | 6                |
| США (Billboard Hot 100)            | 12               |
| США (Billboard Pop Airplay)        | 3                |
| США (Billboard Rhythmic)           | 14               |

| Хит-парад (2003)                     | Лучший результат |
| ------------------------------------ | ---------------- |
| Австралия (ARIA)                     | 95               |
| Нидерланды (Single Top 100)          | 94               |
| Новая Зеландия (Recorded Music NZ)   | 29               |
| Швейцария (Schweizer Hitparade)      | 44               |
| UK Singles (Official Charts Company) | 108              |
| US Billboard Hot 100                 | 67               |